# Гриценко, Александр Павлович
Александр Павлович Гриценко (27 октября 1890, Краснослободск, Пензенская губерния — 17 октября 1970, Москва) — советский военачальник, генерал-майор (14 октября 1942).

## Начальная биография
Александр Павлович Гриценко родился 27 октября 1890 года в Краснослободске Пензенской губернии.
Учился в Краснослободском четырёхклассном городском училище для детей из небогатых семей.

## Военная служба
В августе 1907 года выдержал вступительное испытание в Виленское военное училище, в которое 1 сентября был зачислен юнкером, 31 октября 1909 года произведён в войсковые унтер-офицеры, а 30 мая 1910 года — в портупей-юнкеры. После окончания училища по 1-му разряду в августе 1910 года А. П. Гриценко произведён в чин подпоручика и назначен младшим офицером 4-й роты в составе Переволоченского 176-го пехотного полка (44-я пехотная дивизия, 21-й армейский корпус) с дислокацией в Чернигове.

### Первая мировая и гражданская войны
С 20 июля 1914 года поручик А. П. Гриценко в составе Переволоченского 176-го пехотного полка принимал участие в боевых действиях на Северном и Юго-Западном фронтах, находясь на должности командира роты. После Октябрьской революции избран командиром батальона. В апреле 1918 года демобилизован из рядов армии в чине капитана, после чего учился на Центральных высших организационно-методических курсах всеобуча в Москве.
18 июня 1918 года призван в ряды РККА и назначен заведующим отделом формирования и обучения Краснослободского уездного военкомата Пензенской губернии, а в феврале 1919 года — на должность заведующего отделом всеобуча этого же военкомата. В августе того же года переведён в Уральский военный округ, где назначен инструктором окружного отдела Всевобуча, а в феврале 1920 года — заведующим окружными инструкторскими курсами штаба округа, дислоцировавшимися в Екатеринбурге.

### Межвоенное время
В феврале 1921 года назначен на должность командира Екатеринбургского территориального полка, а в июне — на должность начальника окружных курсов среднего комсостава РККА. В июне 1922 года переведён в Объединённую военную школу имени ВЦИК в Москве, где служил на должностях командира батальона, помощника начальника строевого отдела и начальника учебной части школы.
В августе 1930 года переведён в 9-й стрелковый корпус (Северокавказский военный округ), где назначен на должность начальника 1-й части, а затем — на должность начальника 1-го отделения штаба корпуса. С марта 1934 года командовал 221-м Черноморским стрелковым полком в составе 74-й стрелковой дивизии, дислоцированным в Новороссийске, однако в декабре того же года вернулся на прежнюю должность в штаб 9-го стрелкового корпуса.
С апреля 1938 года назначен на должность командира 221-го Черноморского стрелкового полка в составе 74-й стрелковой дивизии, в июле — на должность помощника начальника Краснодарского пехотного училища по учебно-строевой части.
В октябре 1939 года переведён в Военную академию имени М. В. Фрунзе, где служил преподавателем спецдисциплин на кафедрах общей тактики и службы штабов, а в апреле 1941 года назначен начальником учебного отдела Курсов усовершенствования командного состава и одновременно заместителя начальника курсов при этой же академии. Присвоено учёное звание «ассистент по предмету тактики».

### Великая Отечественная война
С началом войны полковник А. П. Гриценко находился на прежней должности.
9 ноября 1941 года назначен на должность командира 28-й стрелковой бригады (Московский военный округ), которая после включения в состав 20-й армии (Западный фронт) принимала участие в боевых действиях в ходе контрнаступления под Москвой.
2 апреля 1942 года переведён на должность командира 350-й стрелковой дивизии, ведшей боевые действия на Оке в районе города Болхов, а с декабря принимавшей участие в ходе в Среднедонской, Острогожско-Россошанской и Ворошиловградской наступательных операций и затем оборонительных боевых действий южнее Харькова. 2 марта 1943 года вне был выполнен приказ штаба 5-й танковой армии по занятию рубежа Староверовка — Дмитриевка, 1180-й стрелковый полк был отведён на новый рубеж, а КП дивизии — в глубину обороны, вследствие чего было осложнено положение соседней 48-й гвардейской стрелковой дивизии, за что военным трибуналом генерал-майор Александр Павлович Гриценко по статье 193-21, п. «б» УК РСФСР был приговорён к 8 годам ИТЛ без поражения в правах с отсрочкой исполнения приговора до окончания военных действий, однако уже 16 апреля Военной прокуратурой Юго-Западного фронта приговор был отменён, а А. П. Гриценко оправдан и восстановлен в должности, после чего 350-я стрелковая дивизия вела неудачные боевые действия в ходе Донбасской наступательной операции и «за проявленную бездеятельность по управлению частями дивизии, что привело к большим потерям в личном составе и невыполнение боевой задачи, за отсутствие руководства и ложную информацию» генерал-майор А. П. Гриценко был переведён на должность заместителя командира 333-й стрелковой дивизии, во временное командование которой вступил 27 сентября во время форсирования Днепра, в ходе которого дивизия заняла плацдарм глубиной до пяти километров.
В середине ноября 1943 года генерал-майор А. П. Гриценко из-за тяжёлого заболевания освобождён от занимаемой должности, после чего лечился в госпитале и после выздоровления в сентябре 1944 года назначен на должность начальника отделения военной подготовки отдела учебных заведений Главного управления шоссейных дорог НКВД СССР.

### Послевоенная карьера
После окончания войны находился на прежней должности.
В сентябре 1946 года назначен на должность старшего инспектора по военной подготовке Главного управления строительных вузов Министерства высшего образования СССР.
Генерал-майор Александр Павлович Гриценко 18 мая 1951 года вышел в отставку. Умер 17 октября 1970 года в Москве и похоронен на кладбище подмосковной Апрелевки.

## Награды
СССР
- Орден Ленина (21.02.1945);
- Три ордена Красного Знамени (30.01.1943, 03.11.1944, 20.06.1949);
- Медали.

Российская империя
- Орден Святого Владимира IV степени с мечами и бантом;
- Орден Святой Анны II и III степени с мечами и бантом;
- Орден Святого Станислава II и III степени.